# 蘇丹哈山努丁國際機場
蘇丹哈山努丁國際機場（印尼語：Bandar Udara Internasional Sultan Hasanuddin）是印度尼西亞南蘇拉威西省省會望加錫市的一座國際機場，坐落距望加錫市中心東北20公里的馬羅斯縣曼代鎮境內，印尼机场管理局第一机场经营公司负责机场的运营和管理。蘇丹哈山努丁國際機場是进出印度尼西亚东部地区的主要空中门户，也是印尼东部地区的枢纽机场。机场以17世纪60年代武装反抗荷兰东印度公司的戈瓦苏丹国蘇丹哈山努丁为名。2017年蘇丹哈山努丁國際機場被国际机场协会评为亚太地区最完善的机场。机场驻有印尼空军第二作战司令部，覆盖苏拉威西岛、东加里曼丹、南加里曼丹、部分中加里曼丹、东爪哇、部分中爪哇、巴厘岛、马鲁古、努沙登加拉和巴布亚等地区。

## 名稱

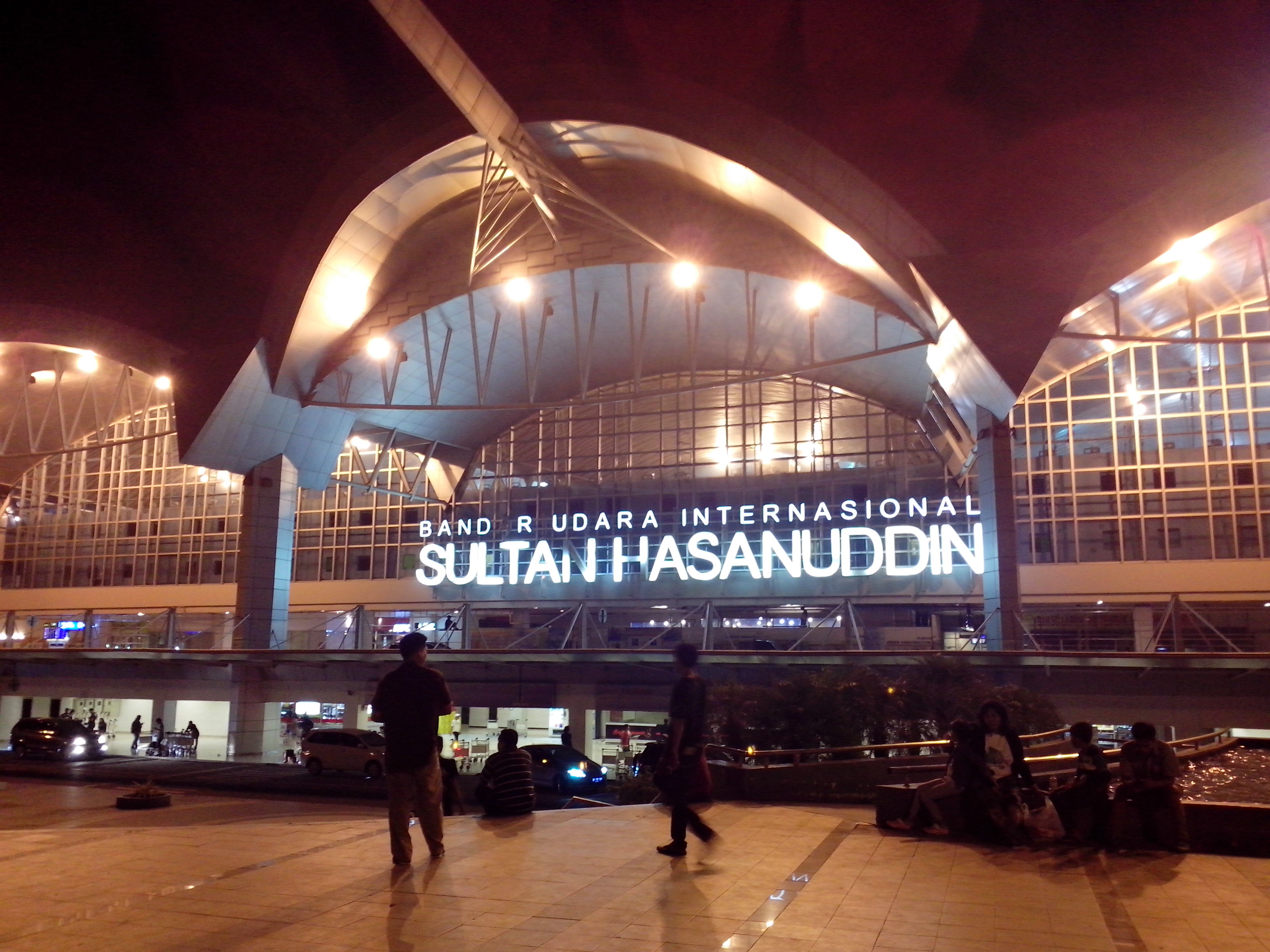
夜间的机场新航站楼，醒目的机场名“Bandar Udara Internasional Sultan Hasanuddin”标牌

蘇丹哈山努丁國際機場原名為「哈山努丁國際機場」，歷史上曾用名有卡丁飛行場、曼代飛行場、曼代航空港、哈山努丁航空港、哈山努丁機場等。2008年新的航站樓落成後，機場全名更改為「蘇丹哈山努丁國際機場」（Bandar Udara Internasional Sultan Hasanuddin）。蘇丹哈山努丁國際機場也稱為望加錫機場、烏戎班當機場，望加錫市在1971年至1999年間曾名「烏戎班當」（Ujung Pandang），故機場的IATA代码為UPG。

## 歷史

### 殖民时代

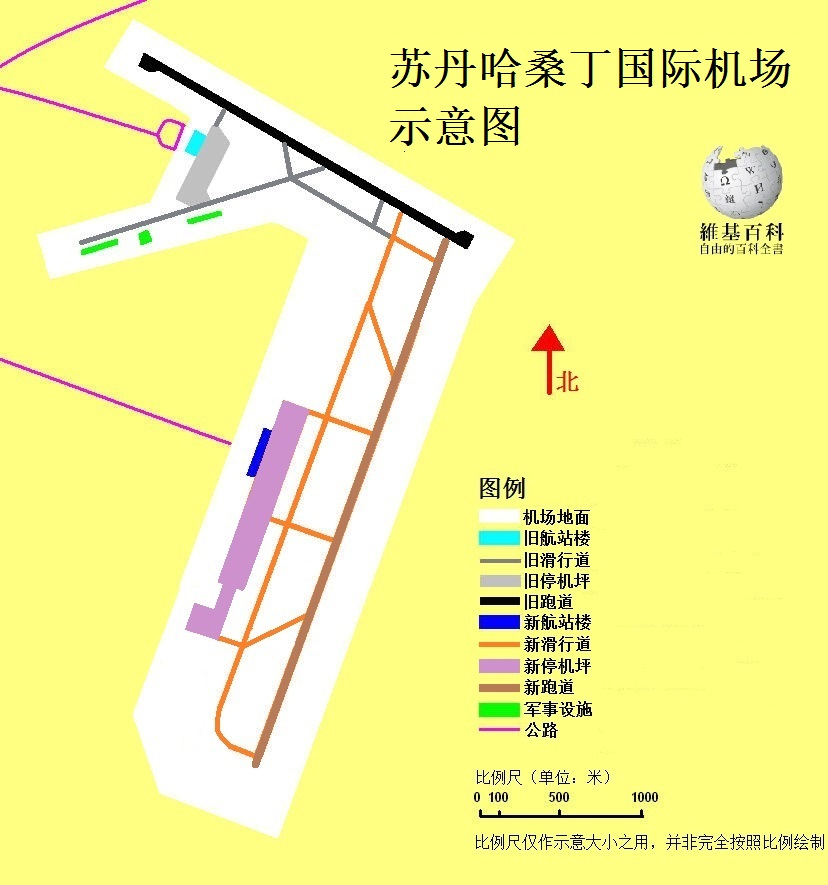
苏丹哈桑丁国际机场示意图

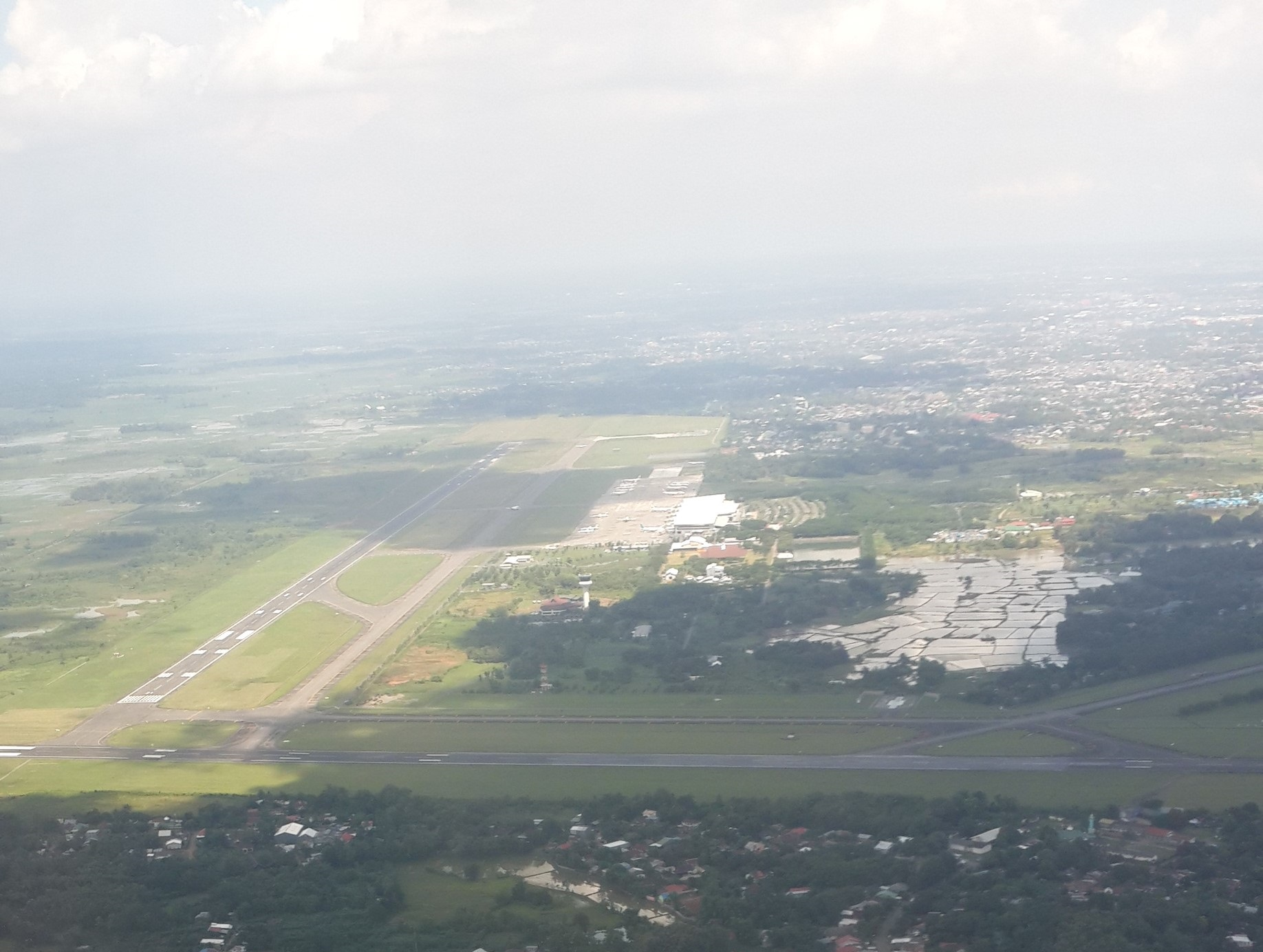
苏丹哈桑丁国际机场的航拍照片

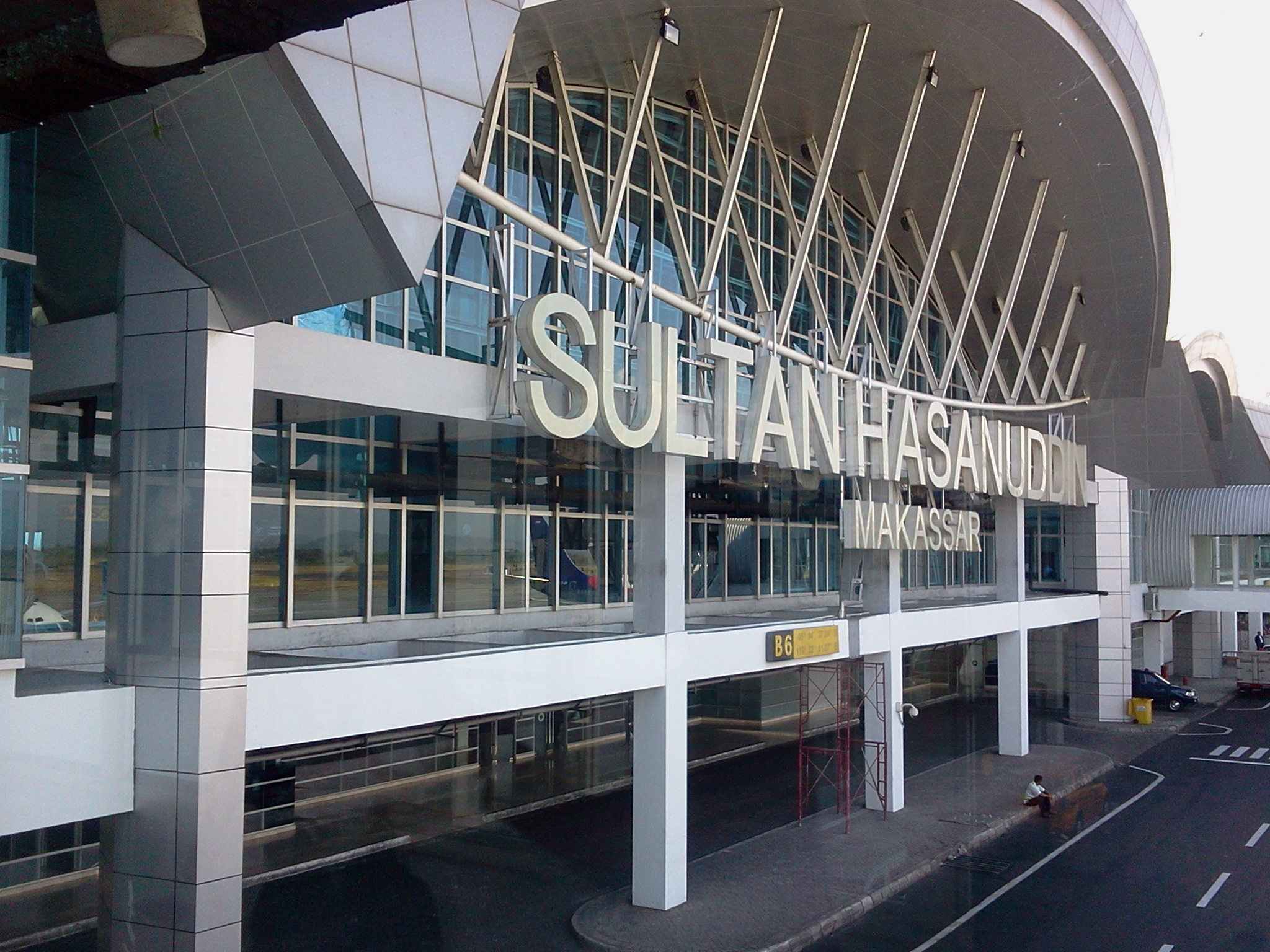
现代化的哈桑丁机场新航站楼

1935年，苏拉威西的荷兰殖民政府决定在现在蘇丹哈山努丁國際機場旧航站楼处修建一座飞行场。1937年9月27日，飞行场建成，有一条1,600米长 45米宽的草坪跑道（方向 08-26），这座飞行场名为卡丁飞行场（马来语：Lapangan Terbang Kadieng）。首班从这里起航的飞机是荷兰皇家印度航空（荷兰语：Koninklijke Nederlands Indische Luchtvaart Maatschappij）一架道格拉斯DC-2，前往爪哇岛的泗水。
1942年，在第二次世界大战期间，日本占领政府为了便于日本空军使用，将跑道表面用混凝土铺装。日本政府还将飞行场改名为曼代飞行场（Mandai Airfield）。1944年11月7日至1945年7月3日，盟军轰炸了曼代飞行场。
1945年，二战结束后荷兰殖民政府用4,000名原日本政府征发的劳工修建了第二条长1,745米的跑道（方向13-31），这条跑道就是现在蘇丹哈山努丁國際機場的旧跑道。

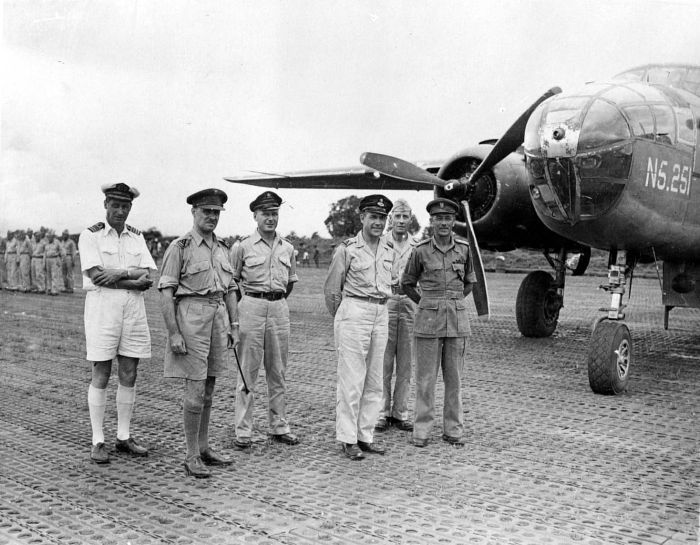
荷兰东印度皇家军（英语：Royal Netherlands East Indies Army）指挥官Giebel陆军上校在曼代飞行场（1946年）
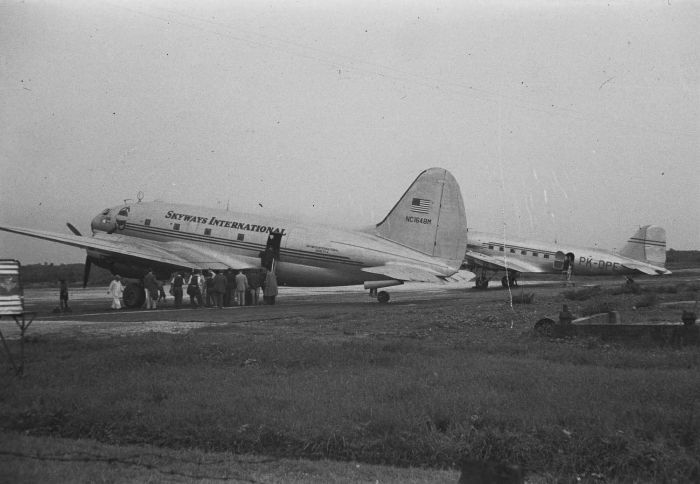
空中之路国际航空（Skyways International）的一架道格拉斯DC-3，远处是荷兰皇家印度航空的飞机（1948年）
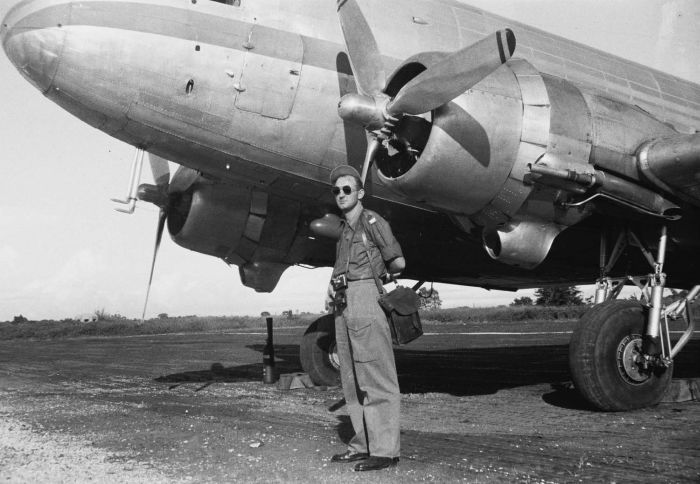
塞斯•塔尔利（Cees Taillie）和他驾驶的C-47运输机（1949年）

### 印尼独立后
印度尼西亚独立后，印度尼西亚公共工程部接管机场，1955年转交民航处（印尼语：Djawatan Penerbangan Sipil）管理，即今印度尼西亚民航总局。1955年，印尼民航处将十年前荷兰修的新跑道延长到2,345米，并将飞行场更名为曼代航空港（印尼语：Pelabuhan Udara Mandai）。1980年，跑道被扩建到2,500米长45米宽，飞行场更名为哈桑丁航空港（印尼语：Pelabuhan Udara Hasanuddin）。1981年，哈桑丁航空港被宣布为穆斯林朝觐的出入境航空港，1985年开通前往吉达的朝觐航班，从此每到朝觐时节就有大型飞机不断飞往吉达的阿卜杜勒-阿齐兹国王国际机场。
1985年，印尼对航空港的称呼改为机场，哈桑丁航空港也更名为哈桑丁机场（印尼语：Bandar Udara Hasanuddin 或缩写为 Bandara Hasanuddin）。自1992年以来，机场消防队配有两辆奥地利制造商卢森宝亚出产的现代消防车。1993年1月1日开始，印尼机场管理局第一机场经营公司负责机场的运作。
1994年底，哈桑丁机场被授予国际机场地位，机场名称变为哈桑丁国际机场（印尼语：Bandar Udara International Hasanuddin）。1995年1月7日，马来西亚国际航空开通了哈桑丁国际机场的第一条定期国际航线，1995年3月28日新加坡胜安航空开通了飞往新加坡樟宜机场的直航班机。

### 21世纪
由于旅客数量快速增加，自2000年以来机场进行了大规模的改扩建。2005年，旧的滑行道几乎全都铺上了沥青，同年机场运营方为建设第二条跑道购买了所有必需的土地，住在被征地范围的民众搬离了机场。2005年7月，新的控制塔台建成并投入使用。
2008年春，印尼空军在机场内建了一个新的机库，停放有6架苏-27战斗机。同年的8月20日，新的航站楼启用，旧航站楼交由印度尼西亚空军使用。经由新航站楼出发的首批飞机是印尼狮子航空和加鲁达印尼航空飞往雅加达的航班，飞机通过新建好的滑行道去往方向为13/31的旧跑道起飞。整个扩建工程耗费约1.3万亿印尼盾。新航站楼落成后，机场改名为“苏丹哈桑丁国际机场”（印尼语：Bandar Udara International Sultan Hasanuddin）。
2010年1月8日，长3,100米的新跑道落成（方向03/21），苏丹哈桑丁国际机场成为印度尼西亚第二个拥有两条跑道的商业机场，也是印尼两个拥有交叉跑道的机场之一，但是现在较短的旧跑道（方向13/31）仅用于军事目的。当地政府目前正在策划将3,100米的主跑道延伸到3,500米，以满足空客A340、波音747之类更大型的飞机起降。

## 设施

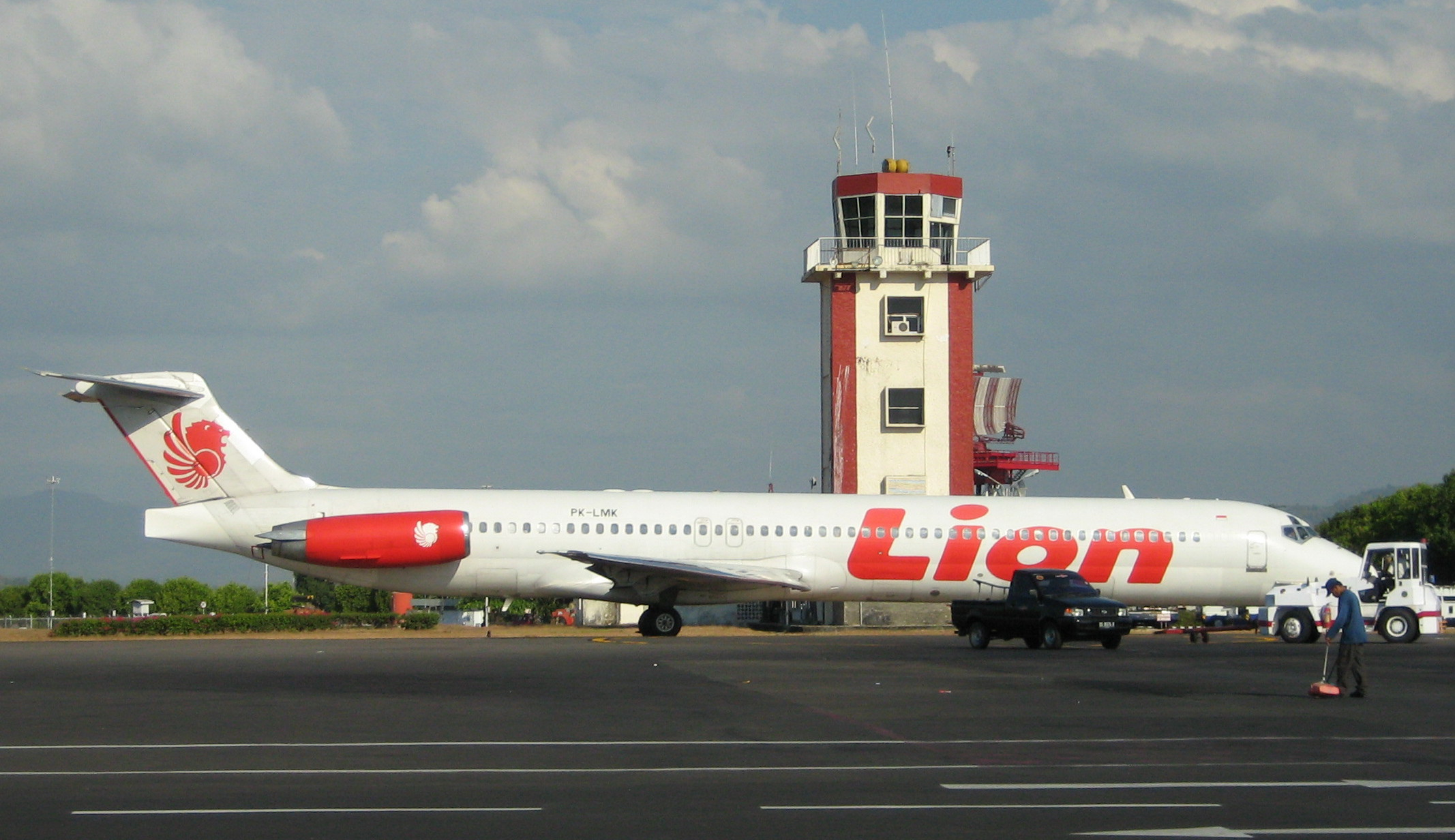
停在旧停机坪的一架印尼狮子航空麦道MD-80客机（2006年）

苏丹哈桑丁国际机场总面积818公顷，北面是旧航站楼和旧跑道，旧航站楼以南1.7公里处是新航站楼和新的空管塔台。

### 旧机场区域

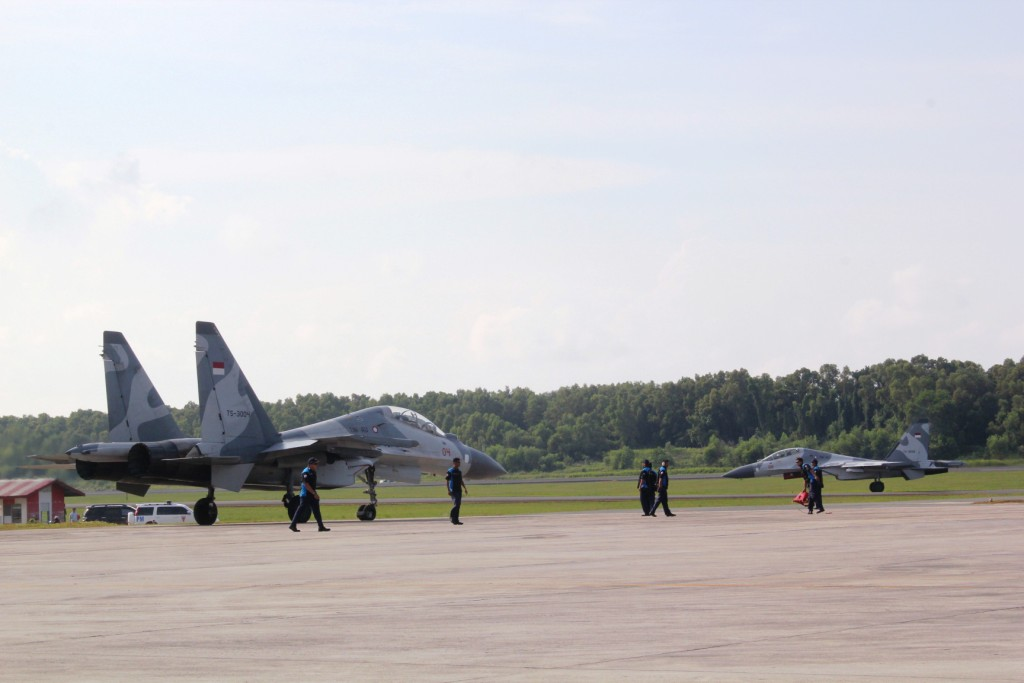
2013年军演后苏-30战斗机回到哈桑丁机场

原卡丁飞行场时期修建的第一条跑道（方向08-26，大致为东西向）如今已不再作为飞行跑道使用，仅用作飞机滑行通道。现在仍然使用的哈桑丁机场旧跑道长2,500米，宽45米，方向13/31，为西北-东南向，在东南段与新建的跑道相交。
哈桑丁机场的旧航站楼位于机场区域的西北部，自2008年启用新航站楼以来该旧航站楼就不再为商业航班服务，现在印尼空军使用这栋建筑。
印尼空军第11航空中队驻扎在苏丹哈桑丁国际机场，军方使用旧机场区域的建筑和跑道。11中队目前使用的机型有苏-27战斗机和苏-30MK/MK2战斗机。军事设施位于机场历史上第一条跑道（方向08-26）的两侧。

### 新机场区域

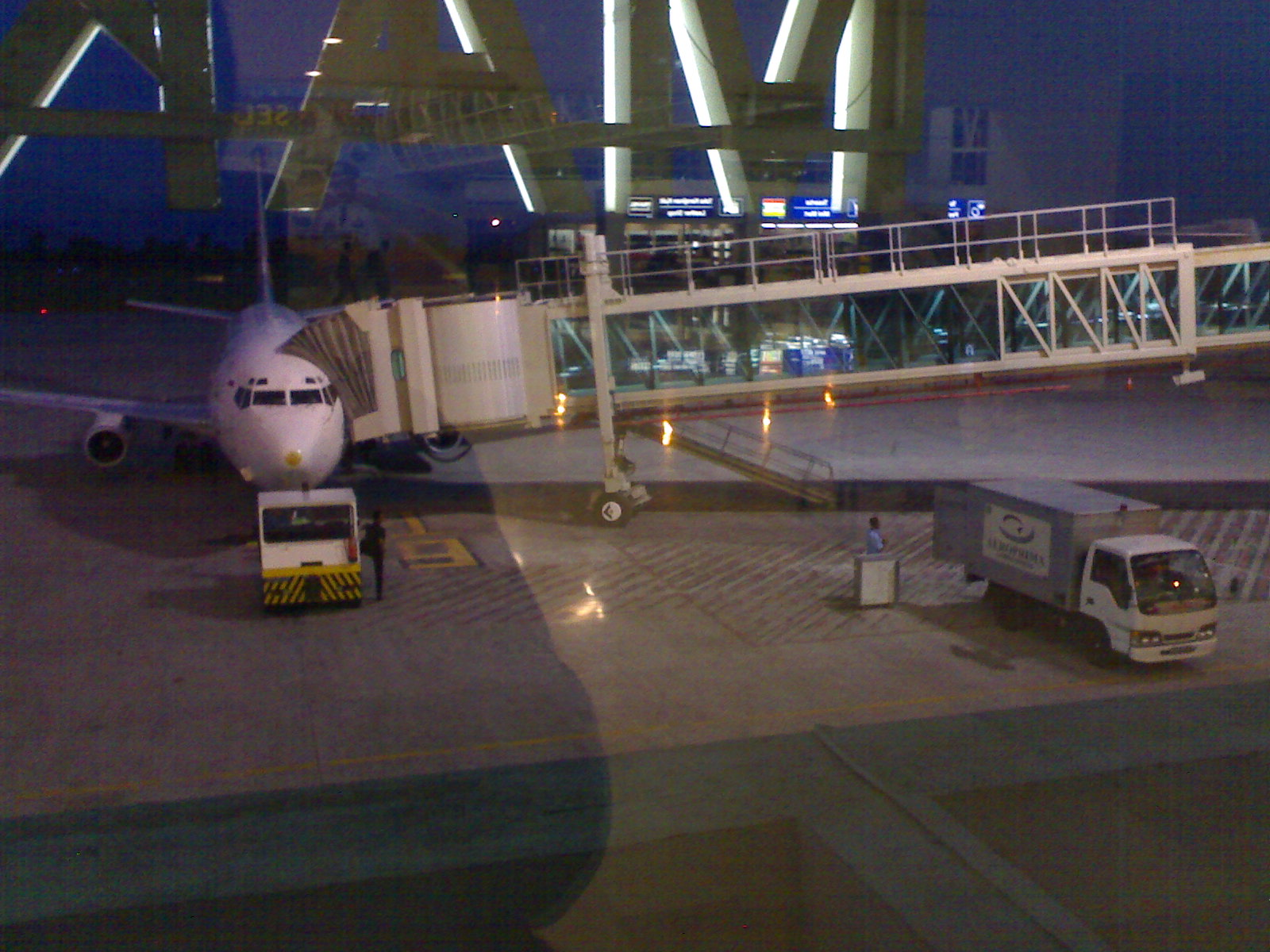
哈桑丁机场新航站楼的廊桥

新的航站楼有能力处理每年700万人的客流，2016年共运送旅客10,672,942人次，实际客运量远超航站楼的服务承载能力，机场显得拥挤不堪。新航站楼比旧航站楼大五倍，是印尼首个以高科技建筑风格设计建造的航站楼。航站楼共有两层，一楼是行李托运和登机手续办理区，二楼是候机厅，共有6个登机口，每个登机口都有相应的廊桥，6个廊桥旁的停机位中的两个可以停泊波音747这样的大型飞机。
3,100米长的新跑道（方向03/21）在新航站楼建好后一年半才完工。虽然航站楼设施能够满足波音747停泊，但是机场跑道却不能供其起降，因此跑道将在未来被延长到3,500米。有高速公路连接新航站楼和望加锡主城区。
苏丹哈桑丁国际机场也是印度尼西亚的一个航空交通管制中心（ACC），空管局名为“望加锡空中交通服务中心”（Makassar Air Traffic Service Center，MATSC），2008年前叫“望加锡高级空中交通服务（局）”（Makassar Advanced Air Traffic Services，MAATS），管控着印尼中东部占印尼国土三分之二面积的高空。乌戎潘当飞航情报区（WAAF）由原来的乌戎潘当和巴厘岛飞航管制区合并而成，配有两个飞航资料处理系统（FDPS）和雷达数据处理系统（RDPS），每天可以为35条国际航线和80条印尼国内航线共1,200个航班提供服务。剩余印尼西部三分之一的高空则由雅加达自动空中交通服务空管局（Jakarta Automated Air Traffic Service，JAATS）进行监控。印尼飞航服务处（Perum Indonesian Flight Navigation Service）自2013年1月16日成立后开始接管航空管制。

## 交通数据
自2000年以来，苏丹哈桑丁国际机场的客流量增加了8倍以上。2015年，苏丹哈桑丁国际机场共运送旅客9,306,184人次，到2016年客流突破千万人次，成为印尼第四个年旅客量超过一千万人的机场。
| 年份 | 旅客（人） | 货运（千克） | 起降架次 |
| ---- | ---------- | ------------ | -------- |
| 2000 | 1,059,213  | 28,218,000   | 20,445   |
| 2001 | 1,022,993  | 31,283,504   | 22,464   |
| 2002 | 1,692,032  | 23,886,003   | 31,315   |
| 2003 | 1,690,635  | 26,213,963   | 39,419   |
| 2004 | 1,976,223  | 27,700,099   | 48,736   |
| 2005 | 3,597,238  | 32,353,245   | 42,940   |
| 2006 | 4,044,510  | 31,237,854   | 45,206   |
| 2007 | 4,465,775  | 31,605,217   | 48.906   |
| 2008 | 4,706,189  | 32,408,389   | 49,584   |
| 2009 | 5,161,289  | 32,420,401   | 52,299   |
| 2010 | 6,547,566  | 40,140,999   | 64,940   |
| 2011 | 7,455,408  | 43,338,508   | 73,077   |
| 2012 | 8,323,193  | 48,273,638   | 79,739   |
| 2013 | 9,431,004  | 53,517,658   | 94,693   |
| 2014 | 8,538,901  | 53,473,971   | 83,336   |

## 航空公司和目的地
蘇丹哈山努丁國際機場是印度尼西亚东部地区的枢纽机场，几乎所有印度尼西亚的航空公司都有飞到这里的班机。许多航空公司使用望加锡机场作为通往东部地区的航线中转站，常用的波音737和空客A320机型的客机飞往印尼东部城市通常燃油会不足，需要在望加锡机场经停补充燃油。由于机场的重要性日益增加，2011年加鲁达印尼航空将他的第三个枢纽基地设在蘇丹哈山努丁國際機場。
蘇丹哈山努丁國際機場虽然名称叫国际机场，但是此前有段时间，除了在朝觐季节飞往吉达的航班外，定期国际航线曾经一度停飞。从2006年10月28日到2008年7月，在加鲁达印尼航空因客座率低造成损失而关闭了望加锡-新加坡航线之后，该国际机场就再无国际航线。此前，新加坡胜安航空和马来西亚国际航空也关停了他们飞到望加锡的航线。2008年7月25日，亚洲航空开通吉隆坡-望加锡航线；随后，2011年6月1日，加鲁达印尼航空也重开新加坡-望加锡航线。亚洲航空曾有计划开通望加锡直航飞往新加坡、香港、马尼拉和文莱的国际航班。
| 航空公司                                      | 目的地 |
| --------------------------------------------- | --- |
| 印尼快航                                      | 泗水、蒂米卡 |
| 航星航空                                      | 瓦坦波尼、马桑巴、帕洛波、本滕、马卡勒、马马萨 |
| 巴泽航空                                      | 安汶、哥伦打洛、雅加达-哈利姆·珀达纳库苏马、雅加达-苏加诺·哈达、查亚普拉、肯达里、万鸦老、马诺夸里、泗水、马老奇、帕卢、索龙、泗水、特尔纳特、马穆朱               |
| 连城航空                                      | 巴厘巴板、雅加达-苏加诺·哈达、查亚普拉、肯达里、万鸦老、泗水、哥伦打洛                                                                                             |
| 加鲁达印尼航空                                | 安汶、比亚克、登巴萨、哥伦打洛、雅加达-苏加诺·哈达、查亚普拉、吉达、肯达里、帕卢、蒂米卡、日惹、索龙、棉兰、拉哈                                                   |
| 加鲁达印尼航空 由探索航空和探索喷射机航空运营 | 巴厘巴板、巴务巴务、查亚普拉、肯达里、科拉卡、卢武克、马穆朱、万鸦老、马塔兰、索龙、三宝垄、泗水、日惹                                                             |
| 加塔瑞航空                                    | 马卡勒 |
| 印尼快线航空                                  | 索罗阿科 |
| 卡尔星空航空                                  | 马辰、毛梅雷、古邦 |
| 印尼狮子航空                                  | 安汶、巴厘巴板、万隆、比亚克、登巴萨、哥伦打洛、雅加达-苏加诺·哈达、查亚普拉、肯达里、万鸦老、马塔兰、帕卢、坤甸、苏拉卡尔塔、泗水、打拉根、日惹                   |
| 三佛齐航空                                    | 巴厘巴板、马辰、比亚克、登巴萨、哥伦打洛、雅加达-苏加诺·哈达、查亚普拉、肯达里、卢武克、马穆朱、马诺夸里、马老奇、三宝垄、索龙、泗水、蒂米卡、特尔纳特、日惹、帕卢 |
| 苏西航空                                      | 马桑巴、帕洛波、栋多瓦、沃诺、马卡勒、瓦坦波尼、马马萨 |
| 特里嘎纳航空                                  | 卢武克、马卡勒 |
| 飞翼航空                                      | 巴图里新、巴务巴务、比马、肯达里、科拉卡、卢武克、马穆朱、帕洛波、本滕、波索、旺伊旺伊、帕卢                                                                       |
| 航太航空                                      | 马卡勒 |
| 布阿纳航空                                    | 马卡勒 |
| 快速航空                                      | 科拉卡、托利托利、波索 |
| 印尼亚洲航空                                  | 新加坡 |
| 亚洲航空                                      | 吉隆坡 |
| 酷航                                          | 新加坡 |
| 沙特阿拉伯航空                                | 麦地那、吉达 |

## 事故
- 2006年12月24日，印尼狮子航空一架执飞雅加达-哥伦打洛-望加锡航线的波音737-400在着陆苏丹哈桑丁国际机场时冲出跑道，乘客受到惊吓[43]。
- 2011年12月29日，风翼航空的一架麦道-82在跑道上爆胎，驾驶员控制住了飞机，169名乘客和6名机组成员安然无恙[44]。
- 2014年9月25日，三佛齐航空的一架波音737在苏丹哈桑丁国际机场重着陆，4个轮胎爆裂，无人员伤亡[45]。
- 2015年10月2日，印尼航星航空7503号班机，一架载有10人的双水獭飞机自马桑巴起飞后失联，机上载有7名乘客和3名机组成员，航班目的地望加锡[46]。10月7日失联小客机在恩雷康县的山区被找到，10人全数罹难[47]。
- 2016年8月15日，苏丹哈桑丁国际机场老航站楼休息室发生火灾，起火时间为凌晨，没有对正常航班造成影响[48]。
- 2017年3月3日，加鲁达印尼航空一架飞往雅加达的班机起飞前受到炸弹恐吓，经查为一乘客所开的恶作剧玩笑，事件导致航班延误6小时[49][50]。

## 问题
蘇丹哈山努丁國際機場对周围居民生活有一定影响，特别是飞机起飞和着陆时的噪音。修建新机场区域时所征的土地款项也没有完全发放到农户手中。

## 图集
- 旧机场区域

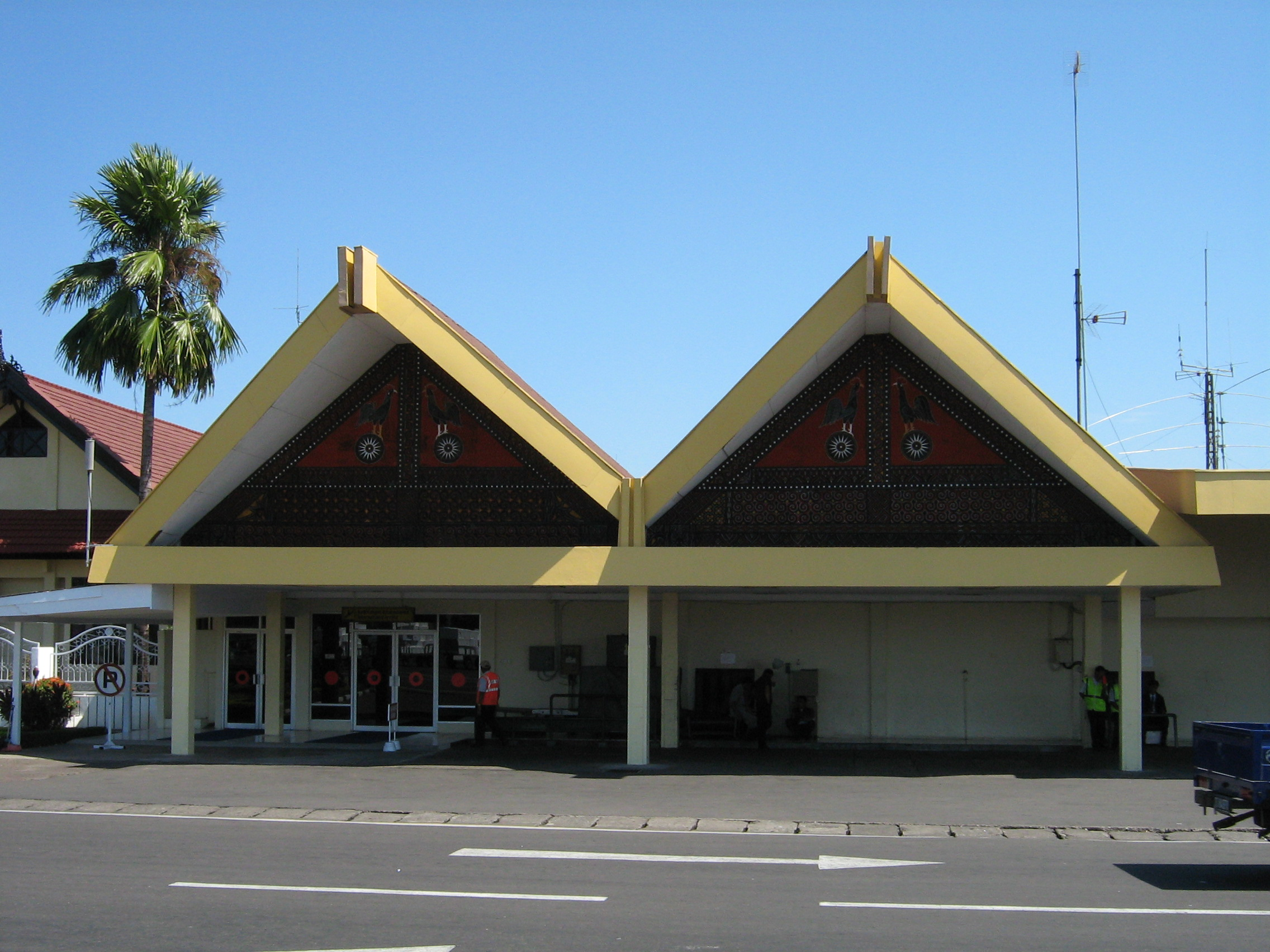
托拉查风格屋顶的建筑（2006）
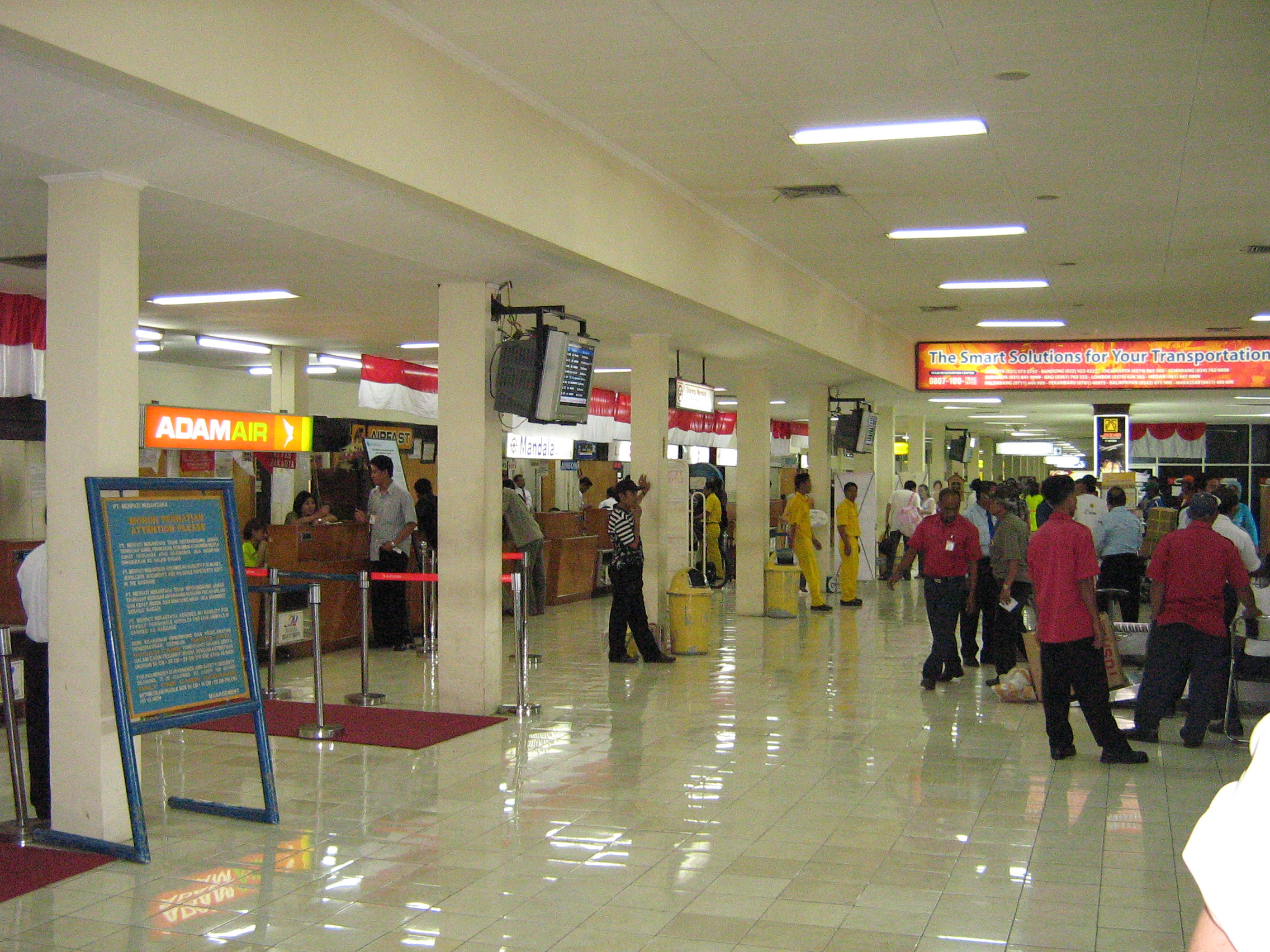
老航站楼的安检区（2006）
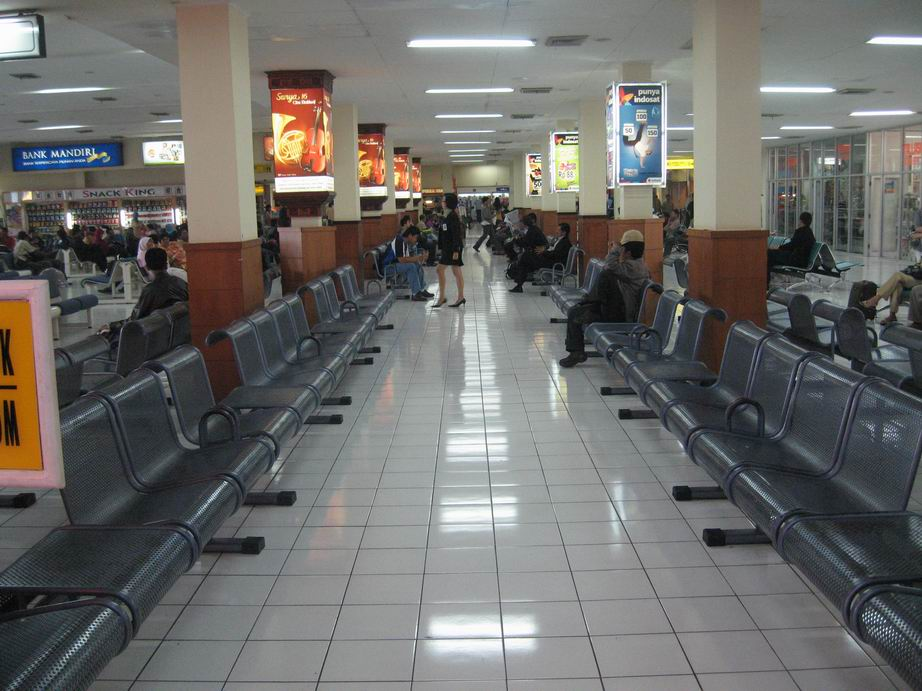
老航站楼的候机厅（2006）
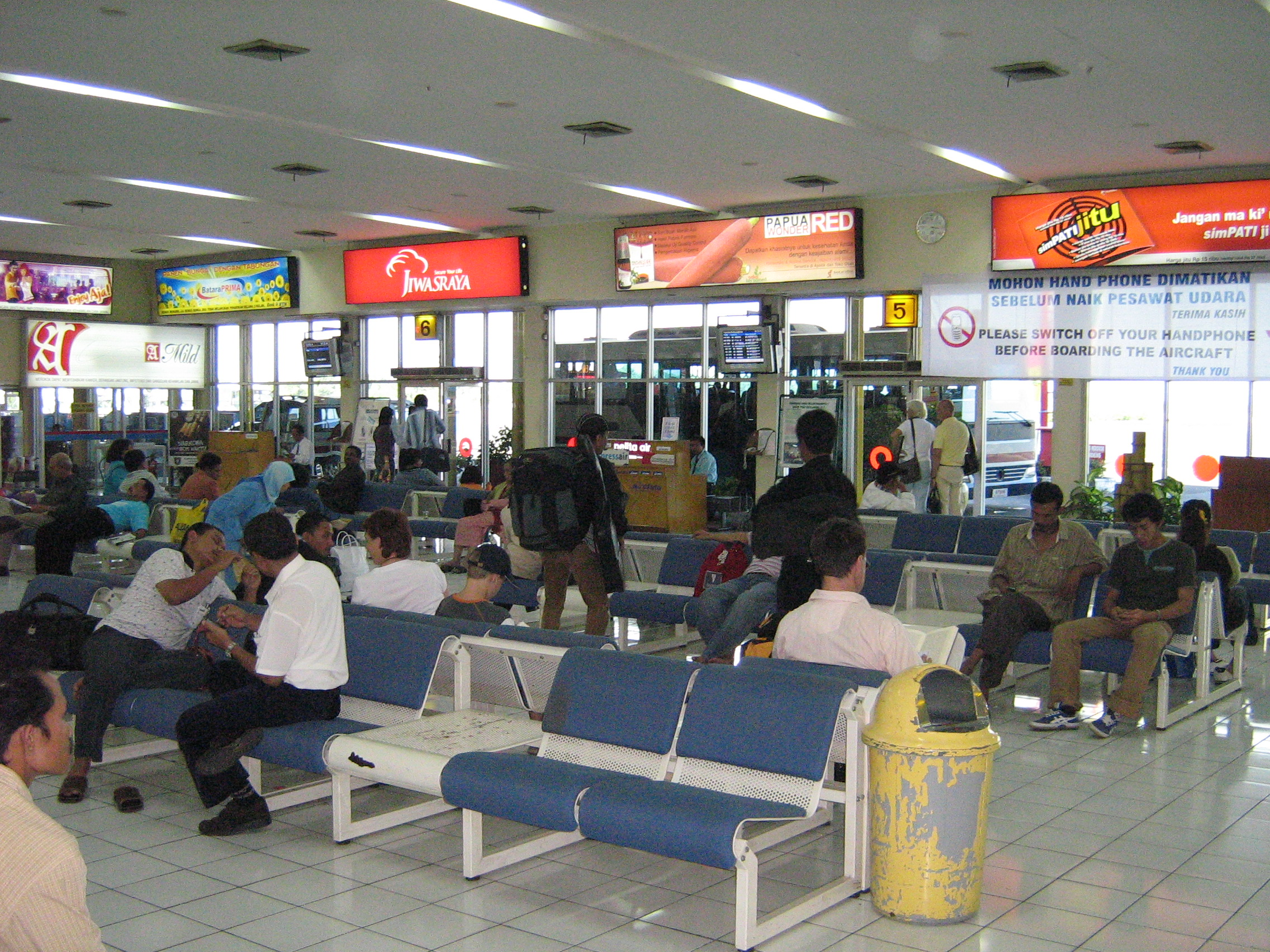
老航站楼的候机厅（2006）
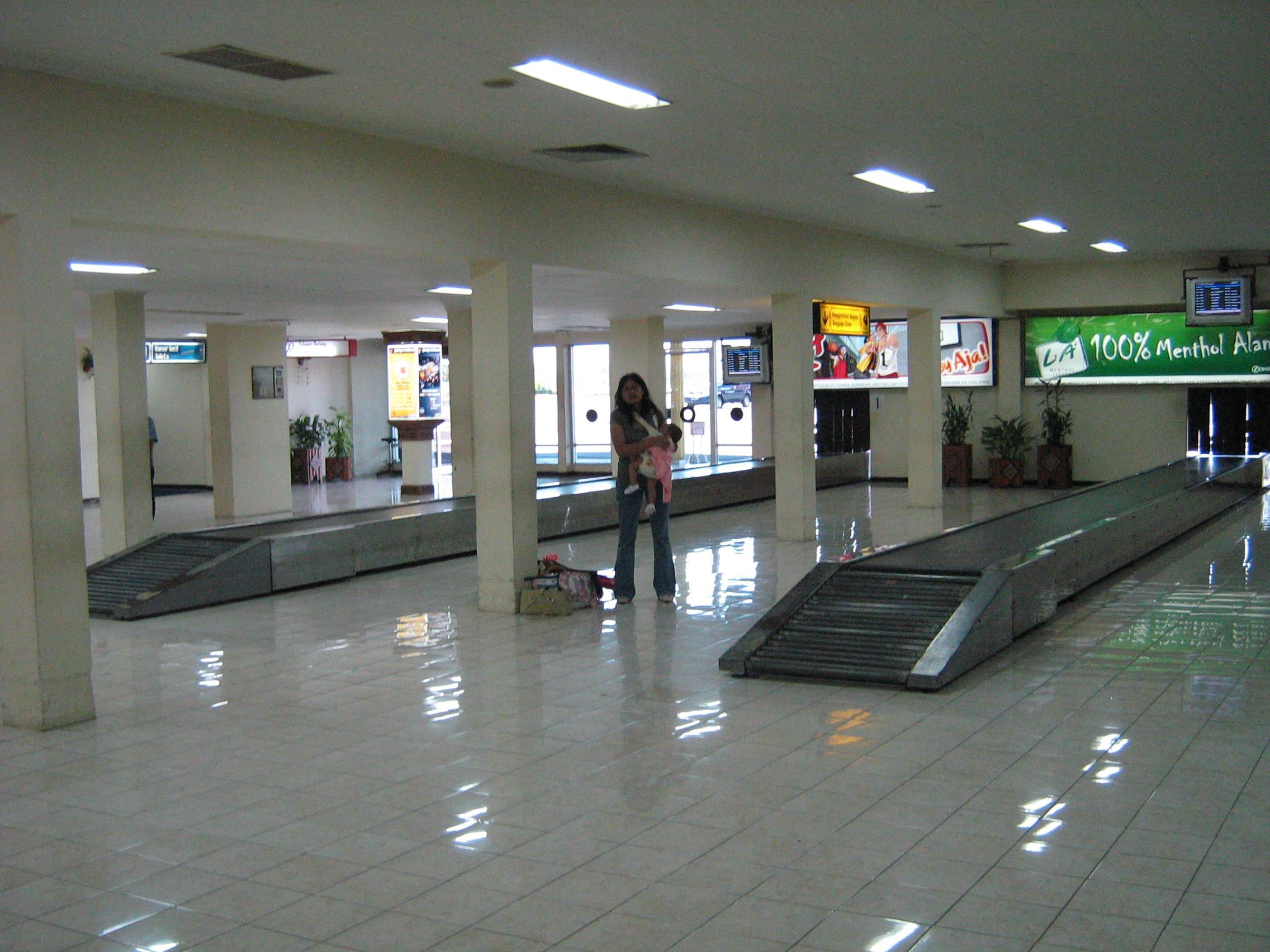
老航站楼到达大厅的行李提取台（2006）
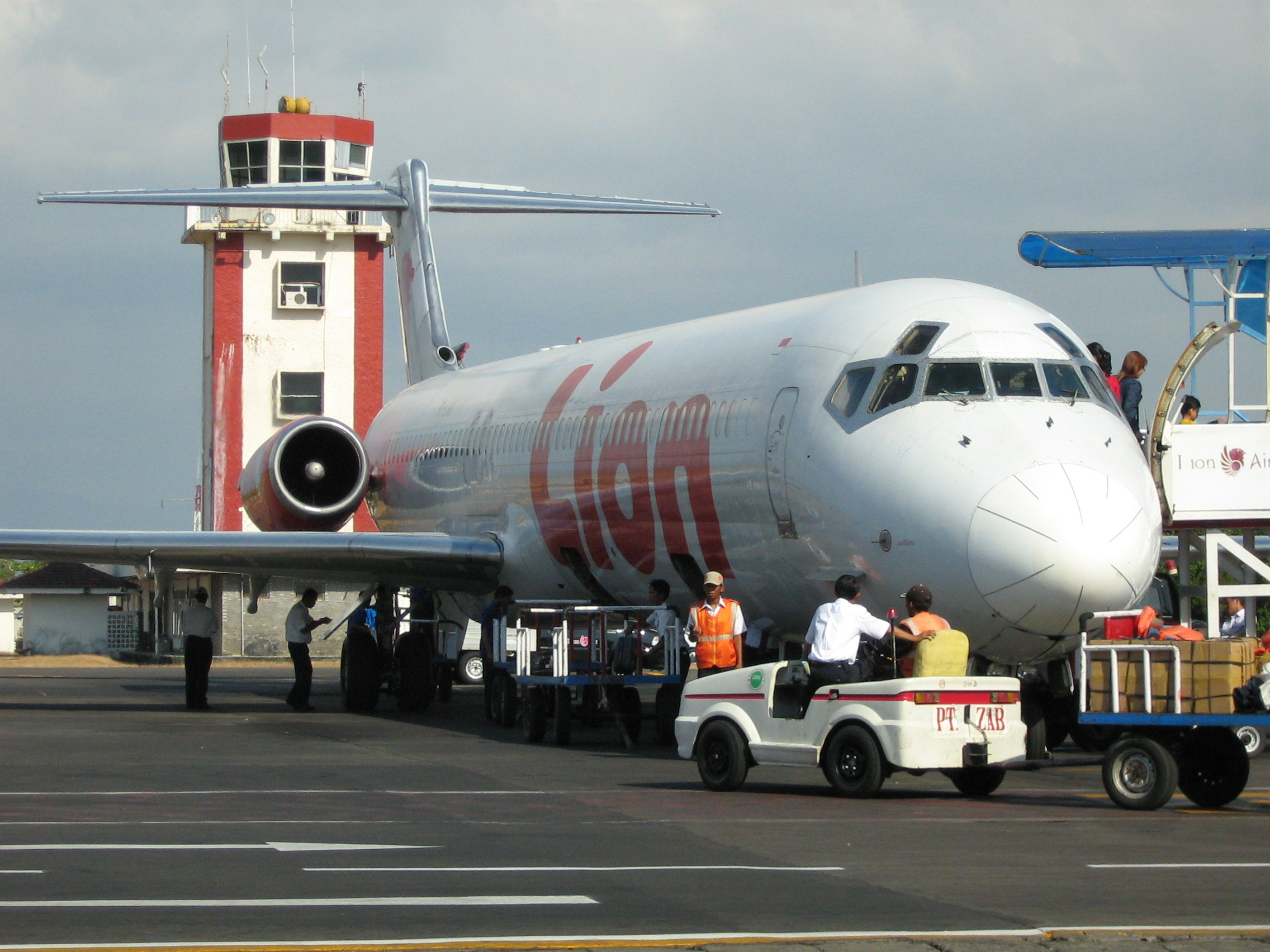
老塔台前印尼狮子航空的一架麦道-82（2006）

- 新机场区域

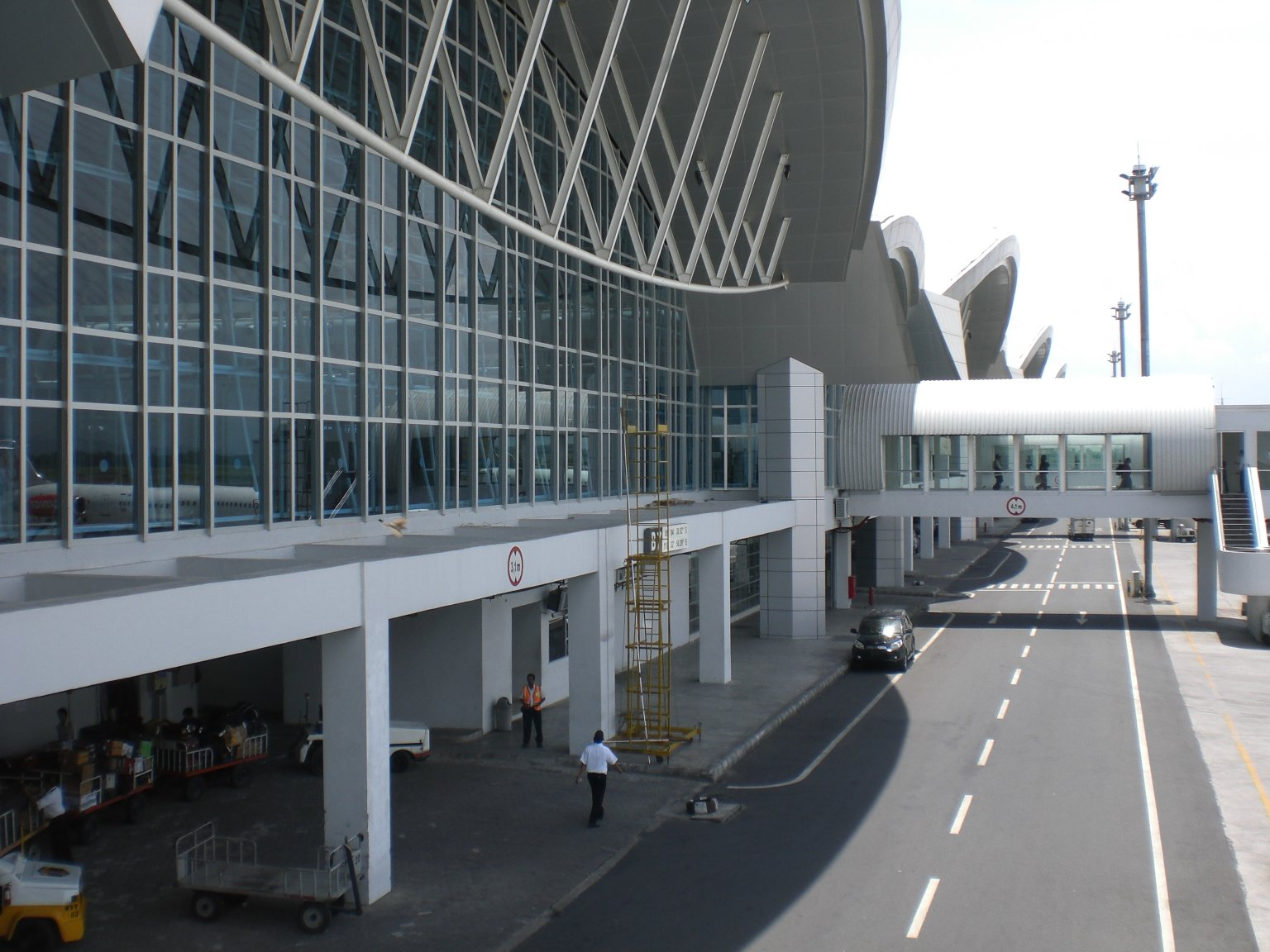
新航站楼（2009）
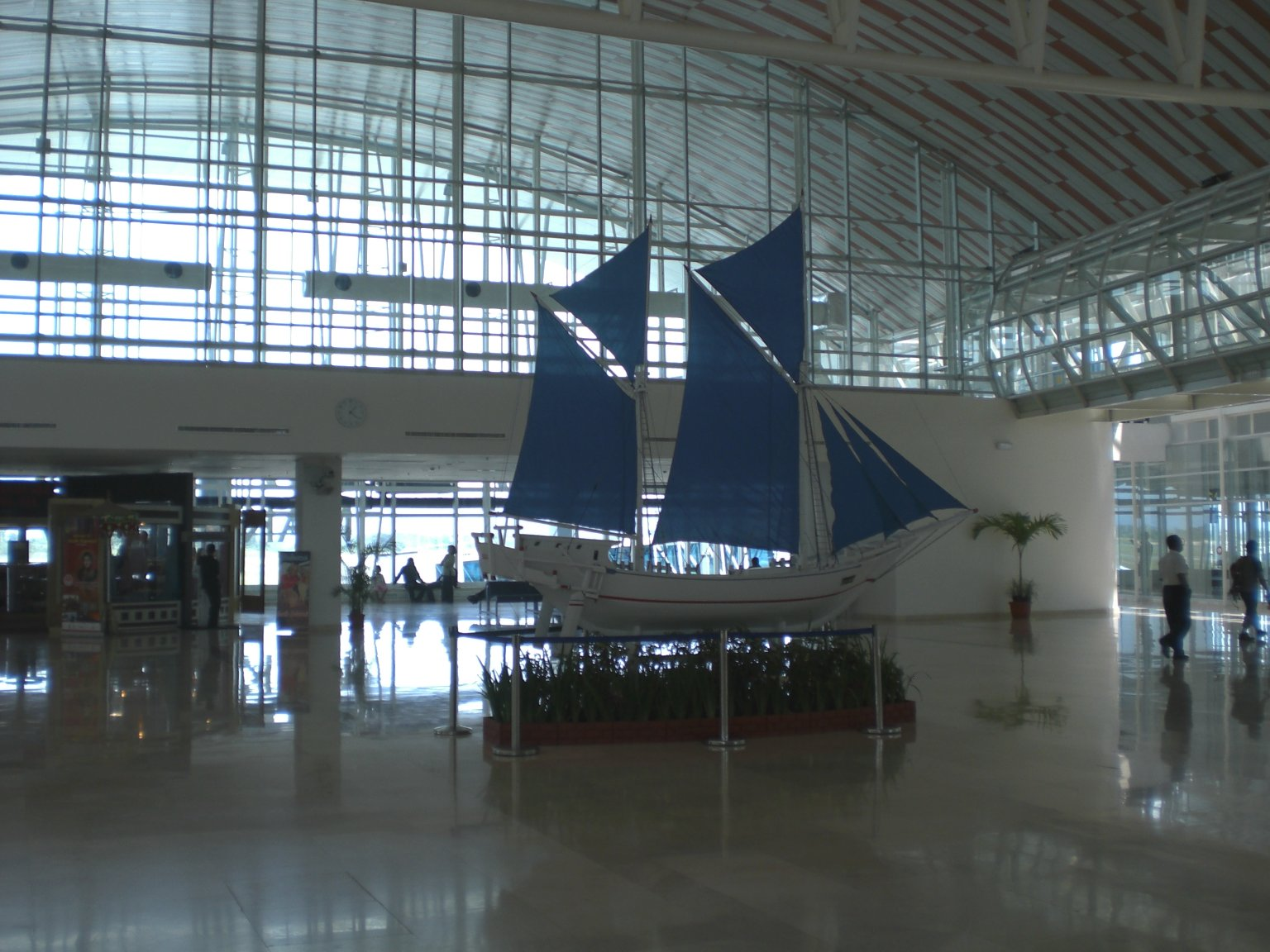
在新航站楼的印尼双桅帆船（英语：Pinisi）模型（2009）
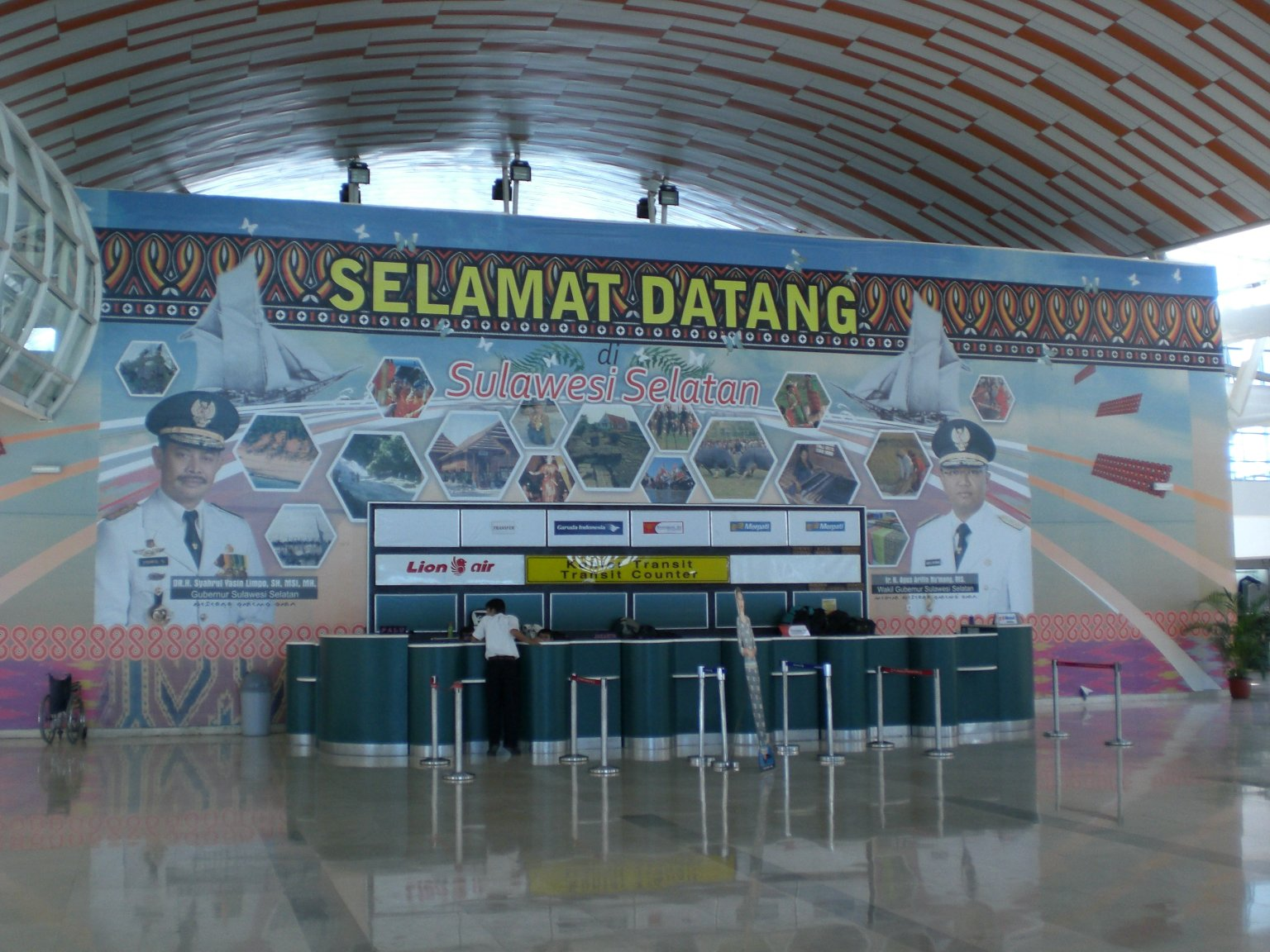
新航站楼的中转柜台（2009）
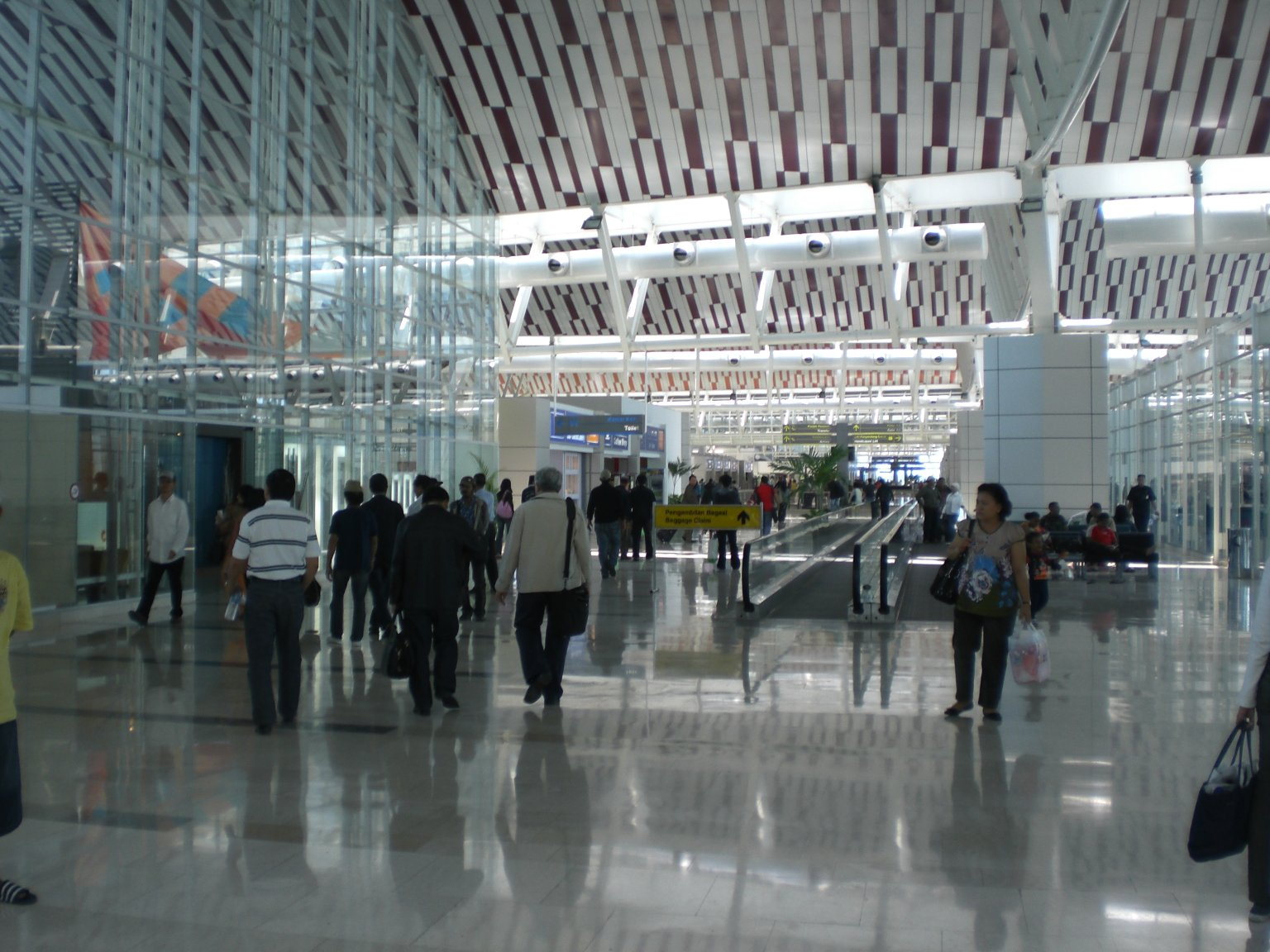
新航站楼内部（2009）
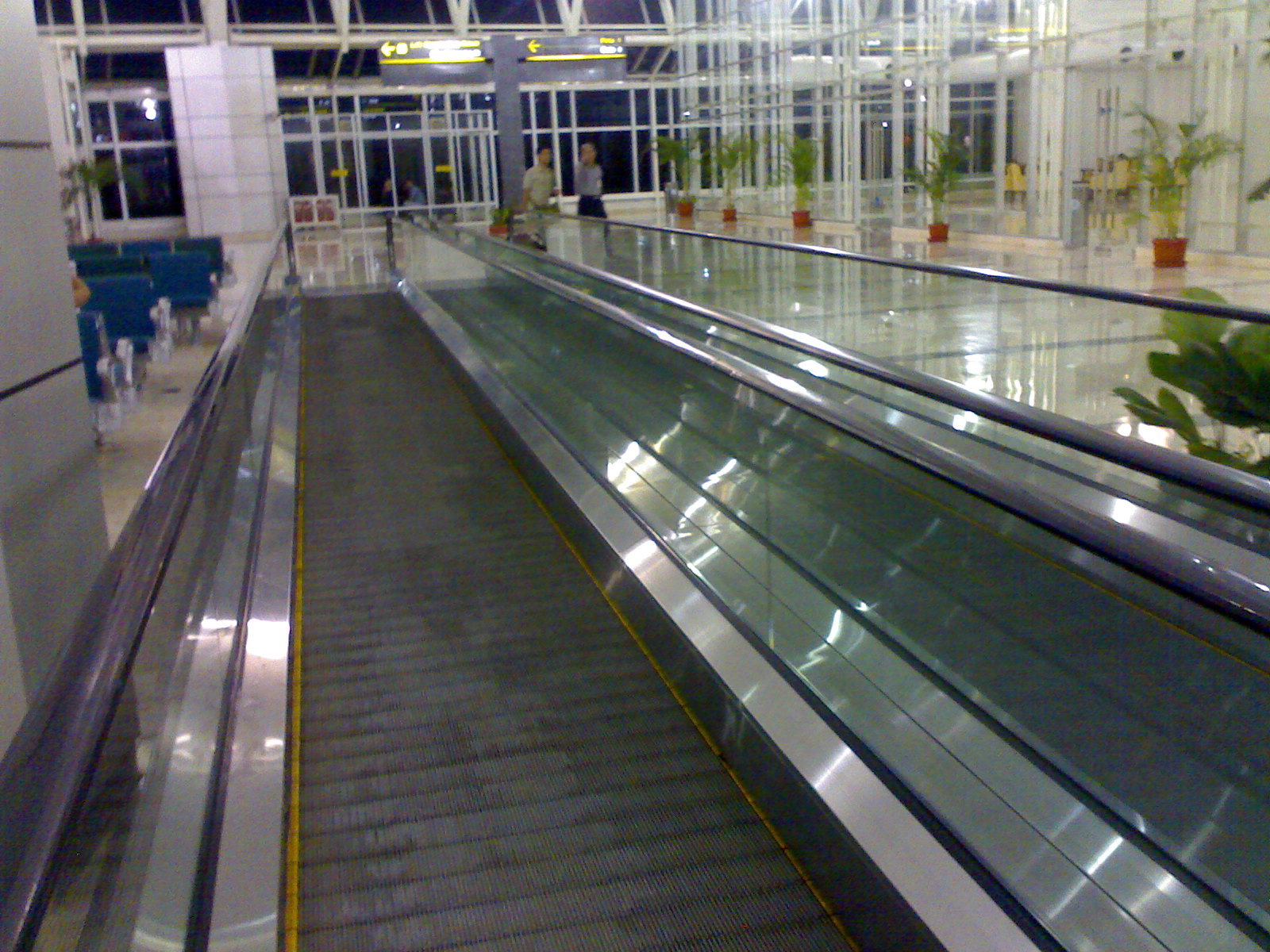
新航站楼的急行道（2009）
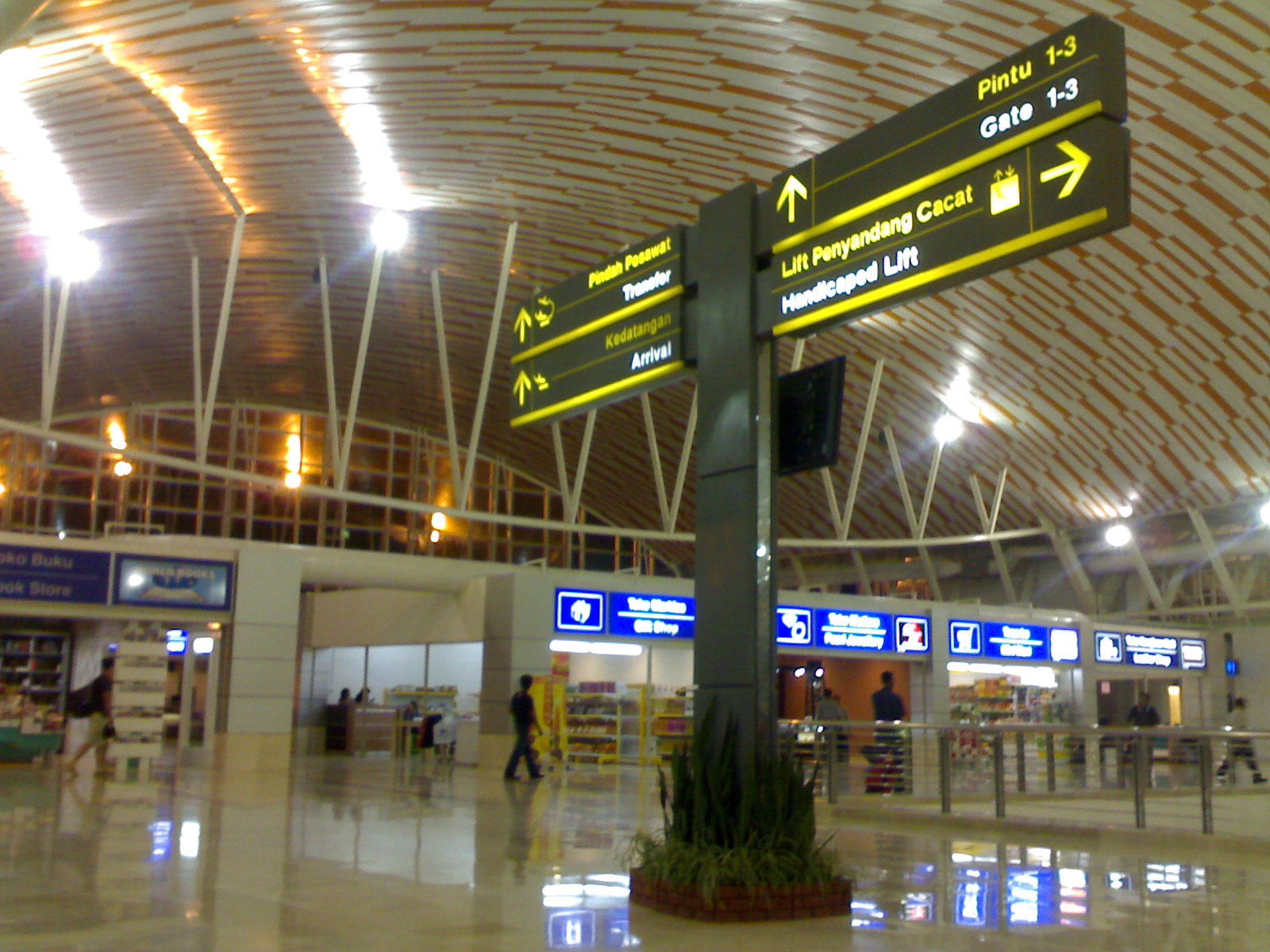
新航站楼内的指示牌（2009）
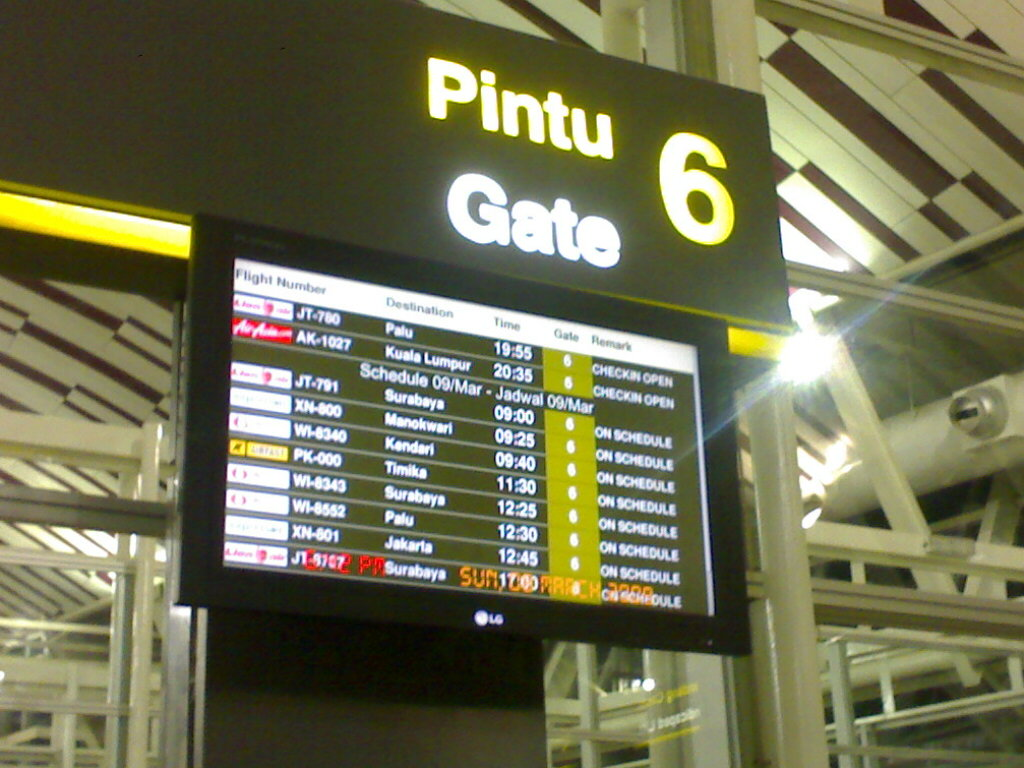
新航站楼内的航班信息屏（2009）

## 注脚
1. ↑  今加鲁达印尼航空的前身
2. ↑  第一个是雅加达的苏加诺-哈达国际机场，机场跑道位于航站楼两侧，是平行跑道
3. ↑  另一个是万丹省唐格朗县的布迪亚尔托机场，是一个飞行员学校的机场
4. ↑  雅加达飞航情报区（WIIF）的管理机构
5. ↑  2016年共运送旅客10,672,942人次
6. ↑  前三个分别是雅加达的苏加诺-哈达国际机场、巴厘岛的伍拉·赖国际机场和泗水的朱安达国际机场

## 资料来源
1. 1 2    (地图).  [马罗斯县基础设施地图]. 1:30,000. 2012. Kementerian PekerJaan Umum.   [2017-06-22]. （原始内容存档于2017-10-02） （印度尼西亚语）.
2. ↑  . Directorate General of Civil Aviation.   [2015年1月7日] （英语）.
 （页面存档备份，存于）
3. ↑  . Tribun Timur. 2008年8月4日. （原始内容存档于2008年9月19日）.
4. ↑  Jessicha Valentina. . 2017年3月6日  [2017年6月22日]. （原始内容存档于2020年10月22日）.
5. ↑  Puri Yuanita. . 2017年3月10日  [2017年6月22日]. （原始内容存档于2020年9月20日）.
6. ↑  Christoph Antweiler: Strand, Bar, Internet: neue Orte der Globalisierung. LIT Verlag Münster, 2006, ISBN 3-8258-9294-8, Seite 53
7. 1 2 3 4 5  Muhammad Ibrahim Quraisy. . 2017年3月28日. （原始内容存档于2019年8月6日）.
8. ↑  . 2009年11月. （原始内容存档于2017-03-06）.
9. ↑  . pacificwrecks.com. （原始内容存档于2016-03-04）.
10. 1 2 3 4 5  .   [2017-06-22]. （原始内容存档于2018-04-24）.
11. ↑  . （原始内容存档于2016-12-20）.
12. ↑  . （原始内容存档于2017-06-23）.
13. ↑  . Antaranews. （原始内容存档于2008-05-01）.
14. ↑  . （原始内容存档于2010-03-30）.
15. ↑  .   [2017-06-22]. （原始内容存档于2016-10-13）.
16. ↑  . （原始内容存档于2017-10-18）.
17. 1 2  印尼最繁忙的机场列表
18. ↑  . Asia-Airports. （原始内容存档于2020-04-27）.
19. ↑   (PDF).   [2017-06-22]. （原始内容存档 (PDF)于2007-09-29）.
20. ↑  . （原始内容存档于2017-09-11）.
21. ↑  . （原始内容存档于2007-10-24）.
22. ↑  . （原始内容存档于2017-06-23）.
23. 1 2  . （原始内容存档于2014-10-02）.
24. ↑  . Jakarta Post. 2013-01-10  [2015-01-08] （英语）.
 （页面存档备份，存于）
25. ↑   (PDF).   [12 July 2013]. （原始内容存档 (PDF)于2016-03-04）.
26. ↑  . （原始内容存档于2002-09-10）.
27. ↑  . （原始内容存档于2007-09-29）.
28. ↑  . （原始内容存档于2012-01-11）.
29. ↑  . The Jakarta Post. 2011年5月28日. （原始内容存档于2012年10月10日）.
30. ↑  . TEMPO. 2006年10月6日. （原始内容存档于2008年2月17日）.
31. ↑  . KOMPAS. 2006年10月13日. （原始内容存档于2008年1月16日）.
32. 1 2  . The Jakarta Post. 2011年5月20日  [2017年6月22日]. （原始内容存档于2017年5月15日）.
33. ↑  . 2017年6月7日  [2017年6月22日]. （原始内容存档于2017年7月29日）.
34. ↑  .   [2017-06-22]. （原始内容存档于2017-05-12）.
35. ↑  . www.shangbaoindonesia.com. 印度尼西亚商报. 2017-07-21  [2017-07-26]. （原始内容存档于2017-07-21）.
36. ↑  .   [7 January 2017]. （原始内容存档于2020-06-28）.
37. ↑  Siwi, Dicka. .   [7 January 2017]. （原始内容存档于2016年12月27日）.
38. ↑  Wijanarko, Tri Setyo. .   [7 January 2017]. （原始内容存档于2016-06-17）.
39. ↑  . （原始内容存档于2016-02-05）.
40. ↑  .   [7 January 2017]. （原始内容存档于2017-02-11）.
41. ↑  . （原始内容存档于2017-11-07）.
42. ↑  .   [7 January 2017]. （原始内容存档于2017-08-16）.
43. ↑  . stern.de.
44. ↑  . 2011年12月29日. （原始内容存档于2016年3月5日）.
45. ↑  Sudarwan. . September 25, 2014  [2017-06-22]. （原始内容存档于2017-08-19）.
46. ↑  . 2016-05-19  [2017-06-22]. （原始内容存档于2017-08-17）.
47. ↑  中国新闻网. . 2015-10-07  [2017-07-10]. （原始内容存档于2017-08-08）.
48. ↑  ABDUL RAHMAN. . 2016年8月15日  [2017年6月22日]. （原始内容存档于2016年8月16日）.
49. ↑  admin. . 2017年3月3日  [2017年6月22日]. （原始内容存档于2017年11月5日）.
50. ↑  . 2017年3月5日  [2017年6月22日]. （原始内容存档于2017年8月6日）.
51. ↑  Imansyah Rukka. . 2016年6月27日  [2017年6月22日]. （原始内容存档于2018年1月13日）.